# Pabellón de Suiza en la Bienal de Venecia
El Pabellón de Suiza en la Bienal de Venecia es un espacio artístico ubicado en la ciudad de Venecia con motivo de la Bienal de Venecia. El pabellón suizo fue diseñado por el arquitecto suizo Bruno Giacometti como parte de un concurso de diseño y fue construido en 1952. Cuenta con varias salas unidas por patios. Entre 1990 y 2009, Suiza también utilizó la iglesia de Santa Elena como lugar de exhibición. Desde 1932 hasta 1952, Suiza tuvo otro pabellón, diseñado por Brenno Del Giudice en la isla de Santa Elena. A partir de 2012, Pro Helvetia asumió la responsabilidad de las contribuciones suizas a la Bienal de Venecia.

## Expositores
- 1920 — Exposición colectiva
- 1926 — Exposición colectiva
- 1932 — Paul Bodmer, Numa Donzé, Augusto Giacometti, Karl Otto Hügin, Reinhold Kündig, Martin Lauterburg, Ernst Morgenthaler, Alfred Heinrich Pellegrini, Karl Geiser, Hermann Haller, Hermann Hubacher, Johann Jakob Probst, René Auberjonois, Maurice Barraud, Hans Berger, Abraham Hermanjat y Albert Carl Angst
- 1934 — Cuno Amiet, Hermann Haller
- 1936 — Aldo Patocchi, Emilio Maria Beretta, Max Uehlinger
- 1938 — Victor Surbek, Hermann Hubacher, Hans Berger
- 1940 — Louis René Moilliet, Johann Jakob Probst, Alexandre Blanchet
- 1942 — Karl Walser, Otto Charles Bänninger, Max Hunziker
- 1948 — Fritz Pauli, Franz Fischer, René Auberjonois, Albert Schnyder
- 1950 — Alfred Heinrich Pellegrini, Ernst Suter
- 1952 — Hans Fischer, Max Gubler, Johann Jakob Probst
- 1954 — Cuno Amiet, Carl Burckhardt, Paul Speck, Marcel Poncet
- 1956 — Hans Aeschbacher, Walter Bodmer, Johannes Burla, Eugen Häfelfinger, Walter Linck, Bernhard Luginbühl, Robert Müller, Erwin Rehmann, Sophie Taeuber-Arp, Louis Weber, André Gigon, Hansjörg Gisiger, René Monney, Antoine Poncet, Léon Prébandier, André Ramseyer y Serge Brignoni
- 1958 — Max Bill, Richard Paul Lohse, Camille Graeser, Theodor Bally, Wolf Barth, Walter Bodmer, Theo Eble, Fritz Glarner, Leo Leuppi, Louis René Moilliet, Wilfrid Moser, Max Rudolf von Mühlenen
- 1960 — Otto Tschumi, Varlin, Robert Müller
- 1962 — Albert Schilling, Paul Speck, Louis René Moilliet
- 1964 — Zoltán Kemény, Bernhard Luginbühl
- 1966 — Johannes Itten, Walter Linck
- 1968 — Fritz Glarner, Hans Aeschbacher
- 1970 — Peter Stämpfli, Walter Vögeli y Jean-Edouard Augsburger
- 1972 — Richard Paul Lohse, Willy Weber
- 1976 — Max Altorfer, Claude Loewer
- 1978 — Raffael Benazzi, Roland Hotz y Jean Lecoultre
- 1980 — Peter Steiner, Wilfrid Moser y Oscar Wiggli
- 1982 — Dieter Roth
- 1984 — Miriam Cahn
- 1986 — John Armleder, Aldo Walker
- 1988 — Markus Raetz
- 1990 — Olivier Mosset
- 1993 — Christoph Rütimann
- 1995 — Peter Fischli & David Weiss
- 1997 — Urs Frei, Helmut Federle
- 1999 — Roman Signer
- 2001 — Urs Luthi, Norbert Möslang y Andy Guhl
- 2003 — Emmanuelle Antille, Gerda Steiner y Jörg Lenzlinger
- 2005 — Pipilotti Rist, Ingrid Wildi, Gianni Motti, Shahryar Nashat y Marco Poloni (comisario: Stefan Banz)
- 2007 — Yves Netzhammer, Ugo Rondinone, Urs Fischer y Christine Streuli (comisarios: Urs Staub, Andreas Münch)
- 2009 — Silvia Bächli y Fabrice Gygi (Comisionado: Andreas Münch, Comisario: Urs Staub)
- 2011 — Thomas Hirschhorn (Comisariado: Andrea Thal)
- 2013 — Valentin Carron (Comisariado: Giovanni Carmine)
- 2015 — Pamela Rosenkranz (Comisariado: Susanne Pfeffer)
- 2017 — Carol Bove, Teresa Hubbard / Alexander Birchler (Comisariado: Philipp Kaiser)[3][4]
- 2019 — Pauline Boudry / Renate Lorenz (Comisariado: Charlotte Laubard)